# 칠레 공산당

칠레 공산당(스페인어: Partido Co munista de Chile/PCC)은 사회주의노동자당(스페인어: Partido Obrero Socialista/POS)을 모태로 하는 칠레의 수정 마르크스주의 정당이다. 노벨 문학상 수상자이자, 남미의 저명한 시인이였던 파블로 네루다도 칠레 공산당 소속이였다.

## 역사
1922년 사회주의 노동자당이 코민테른에 가입하면서 칠레공산당으로 개명했다. 칠레 사회당은 지식인 중심, 칠레 공산당은 노동자와 농민을 중심으로 한 진보적 정당이다.
1970년 칠레 사회당 및 기타 진보주의 정당들과 연합해 인민연합을 결성, 인민연합소속의 살바도르 아옌데 후보가 대통령으로 당선되는 성과를 얻었다. 하지만 미국이 지원한 쿠데타로 집권한 극우독재정권인 아우구스토 피노체트 군사독재정권의 탄압으로 1천여 명의 공산당원들이 살해당하는 탄압을 받았으며, 1990년 민주화되면서 합법정당으로 승인됐다. 하지만 피노체트 군사정권당시 제정된 선거법에 따라 원내진입은 하지 못하고 있다. 현재 공산당의 지지율은 7%이며 당수는 기예르모 티예이르 칠레공산당 당수이다.

## 같이 보기
- 인민연합